# Eckhard Gnodtke

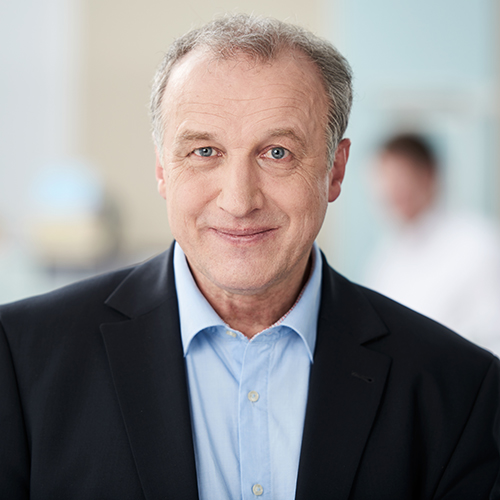
Eckhard Gnodtke (2017)

Eckhard Gnodtke (* 7. Januar 1958 in Lüchow (Wendland)) ist ein deutscher Verwaltungsjurist und CDU-Politiker.

## Leben
Gnodtke besuchte das Gymnasium Lüchow. Nach dem Abitur diente er von 1976 bis 1978 beim Heer (Bundeswehr) und studierte Rechtswissenschaft an der Georg-August-Universität Göttingen sowie an der Universität Lausanne. Er absolvierte beide juristischen Staatsexamina.

## Politik
Ab 1991 war Gnodtke Kommunalbeamter beim Altmarkkreis (bis 1994 Landkreis Salzwedel). Zuletzt, ab 2005 war er Sozialdezernent des Altmarkkreises und stellvertretender Landrat. Als Mitglied der CDU Sachsen-Anhalt kandidierte er für die Bundestagswahl 2017 als Direktkandidat im Wahlkreis 66 Altmark. Er gewann ein Direktmandat mit 32,6 % der Erststimmen. Er saß im Verteidigungsausschuss des Deutschen Bundestages und war stellvertretendes Mitglied im Ausschuss für Inneres und Heimat, sowie im Ausschuss für Arbeit und Soziales. Zur Bundestagswahl 2021 trat Gnodtke nicht erneut an.